# Lesosibirsk
Lesosibirsk (Russisch: Лесосибирск, "bossig Siberië") is een stad in de Russische kraj Krasnojarsk aan de westeroever van de rivier de Jenisej in de buurt van de monding van de Angara. Het ligt op 458 kilometer ten noordwesten van Krasnojarsk en 37 kilometer ten zuidoosten van Jenisejsk. De stad heeft een rivierhaven en een vliegveld en is een belangrijk overslagstation tussen de 274 kilometer lange spoorlijn vanaf Atsjinsk (aftakking van de Transsiberische spoorlijn) en de handel over de rivier. De stad is het grootste centrum voor de houtindustrie van de kraj en de grootste stad aan de benedenloop van de Angara. De stad bestaat uit verschillende stadskernen rond verschillende industrieën verspreid over 33 kilometer langs de Jenisej.

## Geschiedenis
Op de plaats van de huidige stad lag vanaf 1640 het Russische dorpje Maklakov Loeg, vernoemd naar de stichter van de plaats. In de 19e eeuw lag er de selo Maklakovo, dat het bestuurlijk centrum was van een volost. Tussen 1915 en 1917 was er een zaagmolen.
Na de Tweede Wereldoorlog werden grootschalige zaagfabrieken gebouwd bij de plaats voor het verwerken van Angara-dennen (grove dennen) tot hout voor de export, waaromheen de werknederzettingen Novomaklakovo en Novojenisejsk ontstonden. Novomaklakovo en Malakovo werden in 1975 bestuurlijk samengevoegd tot de stad Lesosibirsk onder jurisdictie van de kraj. In 1989 werd ook Novojenisejsk hiermee samengevoegd.

## Economie
De stad is het grootste houtcentrum van de kraj Krasnojarsk. Van de 2 miljoen ton die jaarlijks wordt geproduceerd in de kraj, komt meer dan de helft uit Lesosibirsk. Er zijn daardoor veel aanverwante industrieën ontstaan in de stad.
In de stad bevinden zich een Pedagogisch instituut van de Universiteit van Krasnojarsk en een afdeling van het Siberisch technologisch instituut.
De huidige burgemeester en naamgever van de stad, Nikolaj Kolpakov, leidde de stad sinds haar stichting in 1975 tot 1991 en is sinds 1997 wederom burgemeester. In 2005 werd hij opnieuw herverkozen. Hij heeft ervoor gezorgd dat het enige onafhankelijke Tv-station, TVL, dat onder andere kritische documentaires uitzond over het bestuur van de stad, moest stoppen met uitzendingen in 2003.

## Demografie
| Ontwikkeling van het inwoneraantal |        |        |        |        |        |
| Jaar                               | 1959   | 1970   | 1979   | 1989   | 2002   |
| Bevolking                          | 13.800 | 25.000 | 38.600 | 68.300 | 65.400 |